# L'Homme blessé (Courbet)
Pour les articles homonymes, voir L'Homme blessé.
L'homme blessé est un tableau peint entre 1844 et 1854 par Gustave Courbet. Il mesure 81,5 × 97,5 cm et est conservé au musée d'Orsay à Paris.

## Résumé
Cette peinture fait partie des nombreux autoportraits de Gustave Courbet. Elle a été peinte en 1844 et représentait à l'origine l'artiste assoupi sur un arbre, plus jeune, une femme, probablement son grand amour Virginie Binet, penchée sur son épaule. En 1854, après une rupture amoureuse, Gustave Courbet reprend son œuvre, remplace la femme par une épée et ajoute une tache de sang au niveau de son cœur en signe de tristesse. 
Courbet conservera cette huile jusqu'à sa mort en 1877. Après avoir fait partie de la collection de Juliette Courbet, la sœur de Gustave, L'Homme blessé est acquis par l'État lors d'une vente aux enchères à l'hôtel Drouot, à Paris. Dans un premier temps, l'œuvre est exposée au musée du Louvre, puis, en 1986, elle est réaffectée au musée d'Orsay.
Courbet réalise une copie (79,5 × 99,5 cm) de ce tableau en 1866, actuellement exposée au musée d'Histoire de l'art de Vienne.

## Description
Adossé à un arbre, un homme, les yeux clos semble assoupi. Il tient dans sa main un morceau du manteau qui le recouvre. La tache de sang sur sa chemise, au niveau du cœur et l'épée à son côté, fait penser à un duel qui aurait mal tourné. 
Dans une lettre à son ami Proudhon, il explique : « La vraie beauté ne se rencontre que dans la souffrance (…). Voilà pourquoi mon duelliste mourant est beau ». 

## Analyse

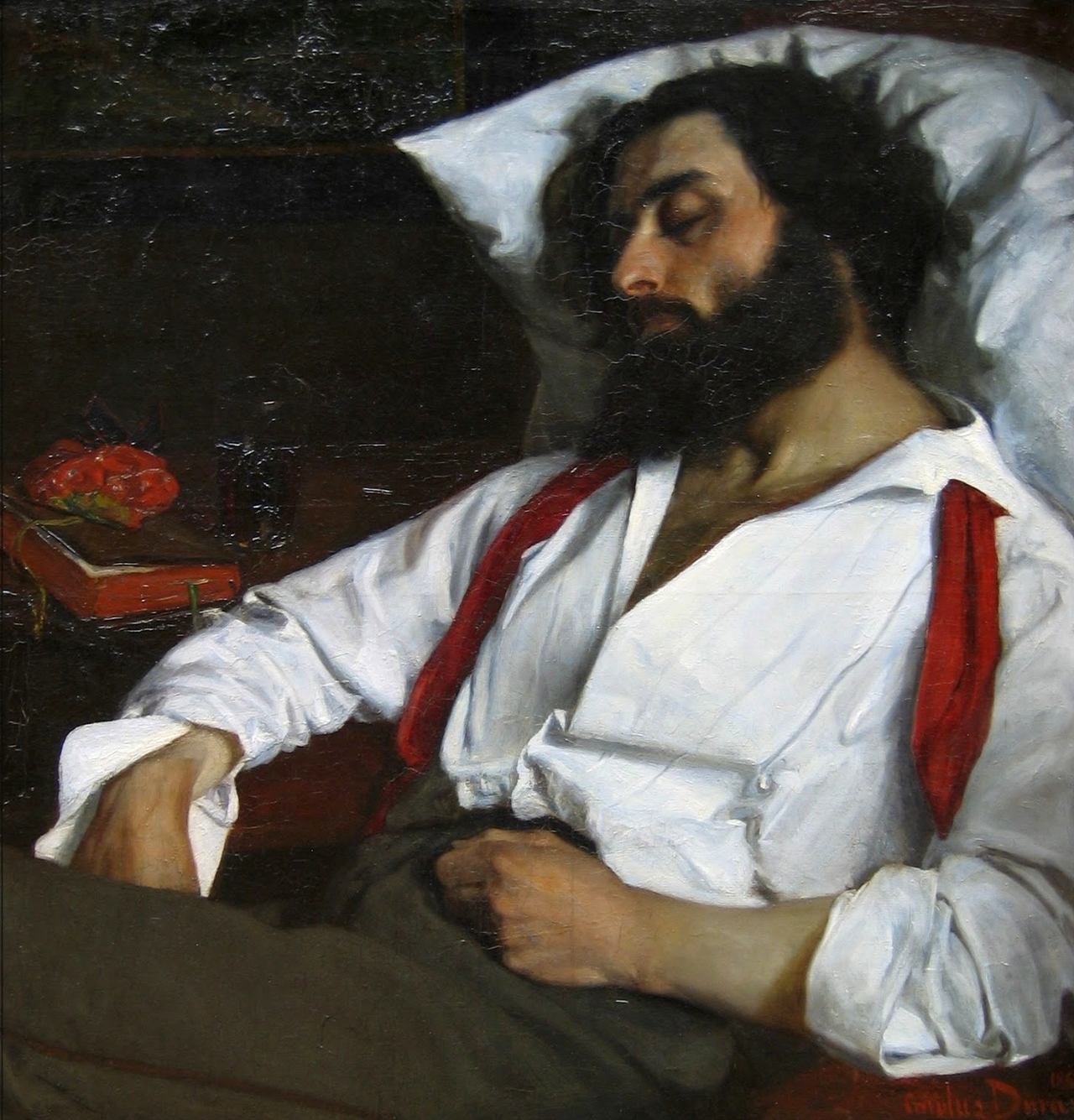
Ce tableau a inspiré lHomme endormi de Carolus-Duran.

En scannant la toile, on s'est aperçu que trois tableaux se sont en fait succédé. On distingue une première œuvre de laquelle ne reste qu'une tête de femme. La seconde représentait deux amants, dont l'un est Gustave Courbet plus jeune, en 1844. La troisième est le chef-d’œuvre que l'on connaît : Courbet, blessé, adossé au pied d'un arbre. 
- l'époque, la toile était chère et pour faire des économies, Courbet aurait repeint sur sa propre toile.
- après que sa compagne, Virginie Binet, l'a quitté en 1851, emmenant son fils, Courbet lui envoie un message en la supprimant de la peinture, en ajoutant une épée et une tache de sang sur sa chemise. Il devient l'homme amoureux agonisant.